# Djävulen och jag
Djävulen och jag (engelska: Bedazzled) är en amerikansk komedifilm från 2000 i regi av Harold Ramis. Filmen är en nyinspelning av Min kompis Djävulen från 1967, skapad av Peter Cook och Dudley Moore, som i sin tur var en komisk tolkning av Faust-legenden. I huvudrollerna ses Brendan Fraser och Elizabeth Hurley.

## Handling
Den hopplösa tönten Elliot Richards möter djävulen och får sju önskningar i utbyte mot sin själ. Elliot gör nämligen vad som helst för att vinna den vackra Allison, flickan i hans drömmar. Men djävulen visar sig inte vara en så snäll lekkamrat och hans önskningar har en tendens att förvandlas till mardrömmar istället. Spelet om kärlek och lycka visar sig mer komplicerat, eller i alla fall annorlunda, än vad Elliot föreställt sig. Ska han dessutom förlora sin själ? 

## Rollista i urval
- Brendan Fraser - Elliot Richards/Jefe/"Mary"/Abraham Lincoln
- Elizabeth Hurley - Djävulen (Satan)
- Frances O'Connor - Alison Gardner/Nicole Delarusso
- Orlando Jones - Daniel/Dan/Danny/Esteban/Beach Jock/Lamar Garrett/Dr. Ngegitigegitibaba
- Paul Adelstein - Bob/Roberto/Beach Jock/Bob Bob
- Toby Huss - Jerry/Alejandro/Beach Jock/Jerry Turner/Lance
- Miriam Shor - Carol/Penthouse värdinna
- Gabriel Casseus - Elliots cellkamrat (Gud)
- Brian Doyle-Murray - präst
- Rudolf Martin - Raoul
- Julian Firth - John Wilkes Booth

## Musik i filmen i urval
- "Just the One (I've Been Looking For)", Johnnie Taylor
- "Bem, Bem, Maria", Gipsy Kings
- "Dolphin Song", Brendan Fraser (text: Harold Ramis och Marc Shaiman)
- "Get Ready for This", 2 Unlimited
- "Change Your Mind", Sister Hazel